# Saroj Yadav
Saroj Yadav (ur. 22 października 1991) – nepalski zapaśnik walczący w stylu wolnym. Zajął dziewiętnaste miejsce na igrzyskach azjatyckich w 2018. Brązowy medalista Igrzysk Azji Południowej w 2016 i 2019 roku.